# Andrerums alunværk
Andrerums alunværk i det sydøstlige Skåne var Danmarks første alunværk. Værket blev grundlagt i 1640'erne og var Skånes største industri. Alun anvendtes til garvning af læder.
55°42′50.5″N 13°59′00″Ø / 55.714028°N 13.98333°Ø